# Alexandru Șahighian
Alexandru Șahighian (n. 20 noiembrie 1901, București – d. 31 martie 1965, București) a fost un scriitor și publicist român.
Era fiul negustorului armean Melcon Șahighian. În perioada interbelică a colaborat la presa democratică și antifascistă cu versuri și cu reportaje. Poeziile din volumul „Scris cu stânga”, interzis și confiscat de cenzură, au fost incluse mai târziu în volumul „Pasărea măiastră”, 1961. După 1945, Șahighian a publicat volume de povestiri și relatări de călătorie („De la Tian-Șan la munții de jasp”, 1958; „Viscolul”, 1962), numeroase versuri și narațiuni de aventuri, destinate copiilor și adolescenților („Rici-Rici”, 1948; „Dacă numeri pân la zece”, 1953; „Coiful de aur”, 1962; „Râul fierbinte”, 1965).

## Distincții
- Ordinul „Apărarea Patriei” clasa a III-a (6 mai 1961) „cu prilejul celei de-a 40-a aniversări de la înființarea Partidului Comunist din Romînia, pentru îndelungată activitate în mișcarea muncitorească, pentru merite deosebite în opera de construire a socialismului”[2]